# Megacraspedus fallax
Megacraspedus fallax is een vlinder uit de familie tastermotten (Gelechiidae). De wetenschappelijke naam is voor het eerst geldig gepubliceerd in 1867 door Mann.
De soort komt voor in Europa.